# Ritterorden der Kornähren
Der Ritterorden der Kornähren (auch Kornährenorden oder nur Ährenorden, frz. Ordre de l'Épi) war ein weltlicher Ritterorden, der 1450 durch den Herzog von Bretagne, Franz I., gestiftet wurde.
Mit dem Orden sollten tugendliebende Personen geehrt werden. Anlass war wohl das Transsubstantiation-Sakrament. Der Herzog förderte den Getreideanbau, den seine Vasallen zu realisieren hatten. Aus dem Getreide wurde unter anderem das zu heiligende Brot bereitet.
Der Orden hatte nur eine Ordensklasse, die des Ritters. Das Ordenszeichen war eine goldene Kette mit darüber gelegten kreuzweise als „Liebesknoten“ geflochtene Getreideähren. Sie bildeten einen Ährenkranz und an diesem hing ein Abzeichen, auf dem ein auf einem grünen Rasen stehendes weißes Hermelin und die Ordensdevise „A ma vie“ abgebildet war. Der Legende nach liebt das Hermelin die Reinlichkeit dermaßen, dass, wenn es seine Grube mit Morast besudelt findet, sich von den Jägern lieber fangen lasse, als dass es sein weißes Winterfell im Schlamm schmutzig zu mache. Das Hermelin symbolisierte damit den Willen, dass man sich eher töten lassen wolle, als dass man Böses tun würde. Die Symbolik findet sich auch beim Hermelinorden.
Das Ordensgewand war aus rot gefüttertem weißen Damast. Darauf ein von vier nach außen zeigende Kornähren gebildetes goldenes Kreuz.